# Emma Oudiou
Emma Oudiou, née le 2 janvier 1995 à Paris, est une ex athlète française, spécialiste du 3 000 m steeple.
Elle est aujourd'hui conférencière et intervenante spécialisée dans la lutte contre les violences dans le sport et la promotion de l'égalité. Depuis plusieurs années, elle intervient auprès d'institutions internationales comme l'UNESCO et l'ONU, ainsi que dans les établissements scolaires ou les clubs sportifs, pour sensibiliser, éduquer et protéger les athlètes face aux violences et aux discriminations. 
Elle ambassadrice de la Fondation pour l'enfance depuis 2023.
Elle réalise en 2022 le documentaire Suite qui retrace le parcours de cinq athlètes ayant vécu des violences dans le sport. 

## Biographie
Elle se révèle en 2013 en établissant un nouveau record de France junior du 3 000 m steeple en 10 min 30 s 51. L'année suivante, elle porte ce record à 10 min 12 s 69 lors des championnats du monde juniors d'Eugene, aux États-Unis.
Elle descend pour la première fois sous les 10 minutes sur 3 000 m steeple en mai 2015 à Oordegem-Lede avec le temps de 9 min 47 s 87 signant au passage un nouveau record de France pour la catégorie Espoirs Femmes. En juin 2015, elle se classe troisième des Championnats d'Europe par équipes, à Tcheboksary. Elle améliore ensuite son record le 11 juillet 2015 en remportant la médaille de bronze aux Championnats d'Europe espoirs à Talin en 9 min 44 s 44. En décembre 2015, elle termine 8e et première française au Championnat d'Europe de cross espoirs à Hyères, et remporte la médaille d'argent par équipe avec la France.
Le 1er avril 2018, il est révélé qu'Emma Oudiou a porté plainte contre un entraîneur national, en juillet 2014 pour agressions sexuelles, qu'elle aurait connu le 26 juillet 2014 lors des championnats du monde juniors de Eugene. Elle avait alors alerté son entraîneur mais cette information n'aurait pas été retransmise par la suite à la Fédération française d'athlétisme. L'entraîneur qui nie les faits, aurait déjà eu ce comportement envers l'athlète lors des championnats d'Europe juniors de Rieti, en 2013. La commission de discipline étudie le dossier le 11 avril 2018, suspend l'entraîneur puis annule cette suspension. Emma Oudiou recroise le même entraîneur durant un stage de l’équipe de France en janvier 2020. La Fédération française d'athlétisme indique attendre les suites de l’enquête judiciaire.
En décembre 2020, le parquet d'Amiens classe le dossier sans suite.
Disponible sur YouTube depuis fin juin 2022, le documentaire réalisé par Emma Oudiou dénonce les violences sexuelles subies dans le milieu. "Suite", rassemble les témoignages édifiants de plusieurs athlètes.

## Palmarès

### International
| Date | Compétition                            | Lieu        | Résultat | Épreuve     | Temps          |
| ---- | -------------------------------------- | ----------- | -------- | ----------- | -------------- |
| 2014 | Championnats du monde juniors          | Eugene      | 15e      | 3 000 m st. | 11 min 13 s 39 |
| 2015 | Championnats d'Europe par équipes      | Tcheboksary | 3e       | 3 000 m st. | 10 min 01 s 02 |
| 2015 | Championnats d'Europe espoirs          | Tallinn     | 3e       | 3 000 m st. | 9 min 44 s 44  |
| 2015 | Championnats d'Europe de cross-country | Hyères      | 8e       | Individuel  | —              |
| 2015 | Championnats d'Europe de cross-country | Hyères      | 2e       | Par équipe  | —              |
| 2017 | Championnats d'Europe espoirs          | Bydgoszcz   | 3e       | 3 000 m st. | 9 min 50 s 30  |
| 2018 | Jeux méditerranéens                    | Tarragone   | 10e      | 3 000 m st. | 9 min 58 s 08  |
| 2018 | Championnats d'Europe                  | Berlin      | 14e      | 3 000 m st. | 9 min 43 s 26  |

### National
- Championnats de France d'athlétisme :
  - Vainqueur du 3 000 m steeple en 2019.
- Championnats de France d'athlétisme en salle :
  - Vainqueur du 3 000 m en 2016.

## Records
| Épreuve         | Temps         | Lieu   | Date         |
| --------------- | ------------- | ------ | ------------ |
| 3 000 m steeple | 9 min 36 s 15 | Berlin | 10 août 2018 |